# Мат ладьёй
|   | a                                                   | b                                                   | c                                                   | d                                                   | e                                                   | f                                                   | g                                                   | h                                                   |   |
| - | --------------------------------------------------- | --------------------------------------------------- | --------------------------------------------------- | --------------------------------------------------- | --------------------------------------------------- | --------------------------------------------------- | --------------------------------------------------- | --------------------------------------------------- | - |
| 8 | h8 чёрный король · f7 белый король · h6 белая ладья | h8 чёрный король · f7 белый король · h6 белая ладья | h8 чёрный король · f7 белый король · h6 белая ладья | h8 чёрный король · f7 белый король · h6 белая ладья | h8 чёрный король · f7 белый король · h6 белая ладья | h8 чёрный король · f7 белый король · h6 белая ладья | h8 чёрный король · f7 белый король · h6 белая ладья | h8 чёрный король · f7 белый король · h6 белая ладья | 8 |
| 7 | h8 чёрный король · f7 белый король · h6 белая ладья | h8 чёрный король · f7 белый король · h6 белая ладья | h8 чёрный король · f7 белый король · h6 белая ладья | h8 чёрный король · f7 белый король · h6 белая ладья | h8 чёрный король · f7 белый король · h6 белая ладья | h8 чёрный король · f7 белый король · h6 белая ладья | h8 чёрный король · f7 белый король · h6 белая ладья | h8 чёрный король · f7 белый король · h6 белая ладья | 7 |
| 6 | h8 чёрный король · f7 белый король · h6 белая ладья | h8 чёрный король · f7 белый король · h6 белая ладья | h8 чёрный король · f7 белый король · h6 белая ладья | h8 чёрный король · f7 белый король · h6 белая ладья | h8 чёрный король · f7 белый король · h6 белая ладья | h8 чёрный король · f7 белый король · h6 белая ладья | h8 чёрный король · f7 белый король · h6 белая ладья | h8 чёрный король · f7 белый король · h6 белая ладья | 6 |
| 5 | h8 чёрный король · f7 белый король · h6 белая ладья | h8 чёрный король · f7 белый король · h6 белая ладья | h8 чёрный король · f7 белый король · h6 белая ладья | h8 чёрный король · f7 белый король · h6 белая ладья | h8 чёрный король · f7 белый король · h6 белая ладья | h8 чёрный король · f7 белый король · h6 белая ладья | h8 чёрный король · f7 белый король · h6 белая ладья | h8 чёрный король · f7 белый король · h6 белая ладья | 5 |
| 4 | h8 чёрный король · f7 белый король · h6 белая ладья | h8 чёрный король · f7 белый король · h6 белая ладья | h8 чёрный король · f7 белый король · h6 белая ладья | h8 чёрный король · f7 белый король · h6 белая ладья | h8 чёрный король · f7 белый король · h6 белая ладья | h8 чёрный король · f7 белый король · h6 белая ладья | h8 чёрный король · f7 белый король · h6 белая ладья | h8 чёрный король · f7 белый король · h6 белая ладья | 4 |
| 3 | h8 чёрный король · f7 белый король · h6 белая ладья | h8 чёрный король · f7 белый король · h6 белая ладья | h8 чёрный король · f7 белый король · h6 белая ладья | h8 чёрный король · f7 белый король · h6 белая ладья | h8 чёрный король · f7 белый король · h6 белая ладья | h8 чёрный король · f7 белый король · h6 белая ладья | h8 чёрный король · f7 белый король · h6 белая ладья | h8 чёрный король · f7 белый король · h6 белая ладья | 3 |
| 2 | h8 чёрный король · f7 белый король · h6 белая ладья | h8 чёрный король · f7 белый король · h6 белая ладья | h8 чёрный король · f7 белый король · h6 белая ладья | h8 чёрный король · f7 белый король · h6 белая ладья | h8 чёрный король · f7 белый король · h6 белая ладья | h8 чёрный король · f7 белый король · h6 белая ладья | h8 чёрный король · f7 белый король · h6 белая ладья | h8 чёрный король · f7 белый король · h6 белая ладья | 2 |
| 1 | h8 чёрный король · f7 белый король · h6 белая ладья | h8 чёрный король · f7 белый король · h6 белая ладья | h8 чёрный король · f7 белый король · h6 белая ладья | h8 чёрный король · f7 белый король · h6 белая ладья | h8 чёрный король · f7 белый король · h6 белая ладья | h8 чёрный король · f7 белый король · h6 белая ладья | h8 чёрный король · f7 белый король · h6 белая ладья | h8 чёрный король · f7 белый король · h6 белая ладья | 1 |
|   | a                                                   | b                                                   | c                                                   | d                                                   | e                                                   | f                                                   | g                                                   | h                                                   |   |

Мат одинокому королю ладьёй достигается на краю доски не позже 16-го хода из любого начального положения совместными действиями короля и ладьи.

## Способы
Мат ладьёй осуществляется двумя универсальными и двумя частными способами: (1) оттеснение короля по горизонтали или вертикали (длинный), (2) оттеснение короля по горизонтали и вертикали (короткий), (3.1) и (3.2) преследование короля по краю доски (на последней или двух последних). При матовании способы могут менятся в зависимости от ходов черных.
В универсальных случаях король оттесняется на край или в угол доски, где ему ставится мат. В частных случаях король преследуется по краю доски, и мат ставится обычно в углу поля.  Указанные способы имеют следующие признаки: (1)  короли расположены друг против друга, ладья сбоку — параллельное преследование, (2) короли друг напротив друга, ладья между королями — ограничение передвижения соперника, (3) — короли друг напротив друга, ладья позади короля — ограничение передвижения соперника. 

## Пример
|   | a                                                   | b                                                   | c                                                   | d                                                   | e                                                   | f                                                   | g                                                   | h                                                   |   |
| - | --------------------------------------------------- | --------------------------------------------------- | --------------------------------------------------- | --------------------------------------------------- | --------------------------------------------------- | --------------------------------------------------- | --------------------------------------------------- | --------------------------------------------------- | - |
| 8 | d5 чёрный король · a1 белая ладья · g1 белый король | d5 чёрный король · a1 белая ладья · g1 белый король | d5 чёрный король · a1 белая ладья · g1 белый король | d5 чёрный король · a1 белая ладья · g1 белый король | d5 чёрный король · a1 белая ладья · g1 белый король | d5 чёрный король · a1 белая ладья · g1 белый король | d5 чёрный король · a1 белая ладья · g1 белый король | d5 чёрный король · a1 белая ладья · g1 белый король | 8 |
| 7 | d5 чёрный король · a1 белая ладья · g1 белый король | d5 чёрный король · a1 белая ладья · g1 белый король | d5 чёрный король · a1 белая ладья · g1 белый король | d5 чёрный король · a1 белая ладья · g1 белый король | d5 чёрный король · a1 белая ладья · g1 белый король | d5 чёрный король · a1 белая ладья · g1 белый король | d5 чёрный король · a1 белая ладья · g1 белый король | d5 чёрный король · a1 белая ладья · g1 белый король | 7 |
| 6 | d5 чёрный король · a1 белая ладья · g1 белый король | d5 чёрный король · a1 белая ладья · g1 белый король | d5 чёрный король · a1 белая ладья · g1 белый король | d5 чёрный король · a1 белая ладья · g1 белый король | d5 чёрный король · a1 белая ладья · g1 белый король | d5 чёрный король · a1 белая ладья · g1 белый король | d5 чёрный король · a1 белая ладья · g1 белый король | d5 чёрный король · a1 белая ладья · g1 белый король | 6 |
| 5 | d5 чёрный король · a1 белая ладья · g1 белый король | d5 чёрный король · a1 белая ладья · g1 белый король | d5 чёрный король · a1 белая ладья · g1 белый король | d5 чёрный король · a1 белая ладья · g1 белый король | d5 чёрный король · a1 белая ладья · g1 белый король | d5 чёрный король · a1 белая ладья · g1 белый король | d5 чёрный король · a1 белая ладья · g1 белый король | d5 чёрный король · a1 белая ладья · g1 белый король | 5 |
| 4 | d5 чёрный король · a1 белая ладья · g1 белый король | d5 чёрный король · a1 белая ладья · g1 белый король | d5 чёрный король · a1 белая ладья · g1 белый король | d5 чёрный король · a1 белая ладья · g1 белый король | d5 чёрный король · a1 белая ладья · g1 белый король | d5 чёрный король · a1 белая ладья · g1 белый король | d5 чёрный король · a1 белая ладья · g1 белый король | d5 чёрный король · a1 белая ладья · g1 белый король | 4 |
| 3 | d5 чёрный король · a1 белая ладья · g1 белый король | d5 чёрный король · a1 белая ладья · g1 белый король | d5 чёрный король · a1 белая ладья · g1 белый король | d5 чёрный король · a1 белая ладья · g1 белый король | d5 чёрный король · a1 белая ладья · g1 белый король | d5 чёрный король · a1 белая ладья · g1 белый король | d5 чёрный король · a1 белая ладья · g1 белый король | d5 чёрный король · a1 белая ладья · g1 белый король | 3 |
| 2 | d5 чёрный король · a1 белая ладья · g1 белый король | d5 чёрный король · a1 белая ладья · g1 белый король | d5 чёрный король · a1 белая ладья · g1 белый король | d5 чёрный король · a1 белая ладья · g1 белый король | d5 чёрный король · a1 белая ладья · g1 белый король | d5 чёрный король · a1 белая ладья · g1 белый король | d5 чёрный король · a1 белая ладья · g1 белый король | d5 чёрный король · a1 белая ладья · g1 белый король | 2 |
| 1 | d5 чёрный король · a1 белая ладья · g1 белый король | d5 чёрный король · a1 белая ладья · g1 белый король | d5 чёрный король · a1 белая ладья · g1 белый король | d5 чёрный король · a1 белая ладья · g1 белый король | d5 чёрный король · a1 белая ладья · g1 белый король | d5 чёрный король · a1 белая ладья · g1 белый король | d5 чёрный король · a1 белая ладья · g1 белый король | d5 чёрный король · a1 белая ладья · g1 белый король | 1 |
|   | a                                                   | b                                                   | c                                                   | d                                                   | e                                                   | f                                                   | g                                                   | h                                                   |   |

Первые три хода общие для двух способов: 1. Ла4 Кре5 2. Крf2 Kpd5 3. Кре3 Kре5
Первый способ (по горизонтали):  4. Ла5+ Кре6 5. Крd4 Крf6 6. Kре4 Крg6 7. Крf4 Крh6 8. Крg4 Kpg6 9. Ла6+ Kpf7 10. Kpg5 Kpe7 11. Kpf5 Kpd7 12. Kpe5 Kpc7 13. Kpd5 Kpb7 14. Лh6 Kpc7 15. Лg6 Kpb7 16. Kpc5 Kpa7 17. Kpb5 Kpb8 18. Лg7 Kpc8 19. Kpb6 Kpd8 20. Kpc6 Kpe8 21. Kpd6 Kpf8 22. Лa7 Kpe8 23. Лb7 Kpf8 24. Kpe6 Kpg8 25. Kpf6 Kph8 26. Kpg6 Kpg8 27. Лb8× 
Второй способ (по горизонтали и вертикали):  4. Лd4 Kpf5 5. Лe4 Kpg5 6. Лf4 Kph5 7. Kpf3 Kpg5 8. Kpg3 Kpg6 9. Kpg4 Kph6 10. Kpf5 Kpg7 11. Kpg5 Kph7 12. Kpf6 Kpg8 13. Kpg6 Kph8 14. Лf8× или 12. …Kph8 13. Крf7 Kph7 14. Лh4×
Третий способ 3.1 (расположение фигур: белые — Крh2 Ла1; чёрные — Крh4) — мат в 7 ходов 1. Лg1 Kрh5 2. Kрh3 Kрh6 3. Kрh4 Kрh7 4. Kрh5 Kрh8 5. Kрg6 Kрg8 6. Лf1 Kрh8 7. Лf8#. 
или 3.2 (расположение фигур: белые — Крh2 Ла1; чёрные — Крg4) — мат в 9 ходов. Лf1 Kрg5 2. Kрg3 Kрh5 3. Kрf4 Kрg6 4. Kрg4 Kрh6 5. Kрf5 Kрg7 6. Kрg5 Kрh7 7. Kрf6 Kрg8 8. Kрg6 Kрh8 9. Лf8#.

## Патовые позиции
При матовании королём и ладьёй следует остерегаться двух патовых позиций.
|   | a                                                   | b                                                   | c                                                   | d                                                   | e                                                   | f                                                   | g                                                   | h                                                   |   |
| - | --------------------------------------------------- | --------------------------------------------------- | --------------------------------------------------- | --------------------------------------------------- | --------------------------------------------------- | --------------------------------------------------- | --------------------------------------------------- | --------------------------------------------------- | - |
| 8 | a8 чёрный король · b7 белая ладья · c6 белый король | a8 чёрный король · b7 белая ладья · c6 белый король | a8 чёрный король · b7 белая ладья · c6 белый король | a8 чёрный король · b7 белая ладья · c6 белый король | a8 чёрный король · b7 белая ладья · c6 белый король | a8 чёрный король · b7 белая ладья · c6 белый король | a8 чёрный король · b7 белая ладья · c6 белый король | a8 чёрный король · b7 белая ладья · c6 белый король | 8 |
| 7 | a8 чёрный король · b7 белая ладья · c6 белый король | a8 чёрный король · b7 белая ладья · c6 белый король | a8 чёрный король · b7 белая ладья · c6 белый король | a8 чёрный король · b7 белая ладья · c6 белый король | a8 чёрный король · b7 белая ладья · c6 белый король | a8 чёрный король · b7 белая ладья · c6 белый король | a8 чёрный король · b7 белая ладья · c6 белый король | a8 чёрный король · b7 белая ладья · c6 белый король | 7 |
| 6 | a8 чёрный король · b7 белая ладья · c6 белый король | a8 чёрный король · b7 белая ладья · c6 белый король | a8 чёрный король · b7 белая ладья · c6 белый король | a8 чёрный король · b7 белая ладья · c6 белый король | a8 чёрный король · b7 белая ладья · c6 белый король | a8 чёрный король · b7 белая ладья · c6 белый король | a8 чёрный король · b7 белая ладья · c6 белый король | a8 чёрный король · b7 белая ладья · c6 белый король | 6 |
| 5 | a8 чёрный король · b7 белая ладья · c6 белый король | a8 чёрный король · b7 белая ладья · c6 белый король | a8 чёрный король · b7 белая ладья · c6 белый король | a8 чёрный король · b7 белая ладья · c6 белый король | a8 чёрный король · b7 белая ладья · c6 белый король | a8 чёрный король · b7 белая ладья · c6 белый король | a8 чёрный король · b7 белая ладья · c6 белый король | a8 чёрный король · b7 белая ладья · c6 белый король | 5 |
| 4 | a8 чёрный король · b7 белая ладья · c6 белый король | a8 чёрный король · b7 белая ладья · c6 белый король | a8 чёрный король · b7 белая ладья · c6 белый король | a8 чёрный король · b7 белая ладья · c6 белый король | a8 чёрный король · b7 белая ладья · c6 белый король | a8 чёрный король · b7 белая ладья · c6 белый король | a8 чёрный король · b7 белая ладья · c6 белый король | a8 чёрный король · b7 белая ладья · c6 белый король | 4 |
| 3 | a8 чёрный король · b7 белая ладья · c6 белый король | a8 чёрный король · b7 белая ладья · c6 белый король | a8 чёрный король · b7 белая ладья · c6 белый король | a8 чёрный король · b7 белая ладья · c6 белый король | a8 чёрный король · b7 белая ладья · c6 белый король | a8 чёрный король · b7 белая ладья · c6 белый король | a8 чёрный король · b7 белая ладья · c6 белый король | a8 чёрный король · b7 белая ладья · c6 белый король | 3 |
| 2 | a8 чёрный король · b7 белая ладья · c6 белый король | a8 чёрный король · b7 белая ладья · c6 белый король | a8 чёрный король · b7 белая ладья · c6 белый король | a8 чёрный король · b7 белая ладья · c6 белый король | a8 чёрный король · b7 белая ладья · c6 белый король | a8 чёрный король · b7 белая ладья · c6 белый король | a8 чёрный король · b7 белая ладья · c6 белый король | a8 чёрный король · b7 белая ладья · c6 белый король | 2 |
| 1 | a8 чёрный король · b7 белая ладья · c6 белый король | a8 чёрный король · b7 белая ладья · c6 белый король | a8 чёрный король · b7 белая ладья · c6 белый король | a8 чёрный король · b7 белая ладья · c6 белый король | a8 чёрный король · b7 белая ладья · c6 белый король | a8 чёрный король · b7 белая ладья · c6 белый король | a8 чёрный король · b7 белая ладья · c6 белый король | a8 чёрный король · b7 белая ладья · c6 белый король | 1 |
|   | a                                                   | b                                                   | c                                                   | d                                                   | e                                                   | f                                                   | g                                                   | h                                                   |   |

|   | a                                                   | b                                                   | c                                                   | d                                                   | e                                                   | f                                                   | g                                                   | h                                                   |   |
| - | --------------------------------------------------- | --------------------------------------------------- | --------------------------------------------------- | --------------------------------------------------- | --------------------------------------------------- | --------------------------------------------------- | --------------------------------------------------- | --------------------------------------------------- | - |
| 8 | a8 чёрный король · a6 белый король · b3 белая ладья | a8 чёрный король · a6 белый король · b3 белая ладья | a8 чёрный король · a6 белый король · b3 белая ладья | a8 чёрный король · a6 белый король · b3 белая ладья | a8 чёрный король · a6 белый король · b3 белая ладья | a8 чёрный король · a6 белый король · b3 белая ладья | a8 чёрный король · a6 белый король · b3 белая ладья | a8 чёрный король · a6 белый король · b3 белая ладья | 8 |
| 7 | a8 чёрный король · a6 белый король · b3 белая ладья | a8 чёрный король · a6 белый король · b3 белая ладья | a8 чёрный король · a6 белый король · b3 белая ладья | a8 чёрный король · a6 белый король · b3 белая ладья | a8 чёрный король · a6 белый король · b3 белая ладья | a8 чёрный король · a6 белый король · b3 белая ладья | a8 чёрный король · a6 белый король · b3 белая ладья | a8 чёрный король · a6 белый король · b3 белая ладья | 7 |
| 6 | a8 чёрный король · a6 белый король · b3 белая ладья | a8 чёрный король · a6 белый король · b3 белая ладья | a8 чёрный король · a6 белый король · b3 белая ладья | a8 чёрный король · a6 белый король · b3 белая ладья | a8 чёрный король · a6 белый король · b3 белая ладья | a8 чёрный король · a6 белый король · b3 белая ладья | a8 чёрный король · a6 белый король · b3 белая ладья | a8 чёрный король · a6 белый король · b3 белая ладья | 6 |
| 5 | a8 чёрный король · a6 белый король · b3 белая ладья | a8 чёрный король · a6 белый король · b3 белая ладья | a8 чёрный король · a6 белый король · b3 белая ладья | a8 чёрный король · a6 белый король · b3 белая ладья | a8 чёрный король · a6 белый король · b3 белая ладья | a8 чёрный король · a6 белый король · b3 белая ладья | a8 чёрный король · a6 белый король · b3 белая ладья | a8 чёрный король · a6 белый король · b3 белая ладья | 5 |
| 4 | a8 чёрный король · a6 белый король · b3 белая ладья | a8 чёрный король · a6 белый король · b3 белая ладья | a8 чёрный король · a6 белый король · b3 белая ладья | a8 чёрный король · a6 белый король · b3 белая ладья | a8 чёрный король · a6 белый король · b3 белая ладья | a8 чёрный король · a6 белый король · b3 белая ладья | a8 чёрный король · a6 белый король · b3 белая ладья | a8 чёрный король · a6 белый король · b3 белая ладья | 4 |
| 3 | a8 чёрный король · a6 белый король · b3 белая ладья | a8 чёрный король · a6 белый король · b3 белая ладья | a8 чёрный король · a6 белый король · b3 белая ладья | a8 чёрный король · a6 белый король · b3 белая ладья | a8 чёрный король · a6 белый король · b3 белая ладья | a8 чёрный король · a6 белый король · b3 белая ладья | a8 чёрный король · a6 белый король · b3 белая ладья | a8 чёрный король · a6 белый король · b3 белая ладья | 3 |
| 2 | a8 чёрный король · a6 белый король · b3 белая ладья | a8 чёрный король · a6 белый король · b3 белая ладья | a8 чёрный король · a6 белый король · b3 белая ладья | a8 чёрный король · a6 белый король · b3 белая ладья | a8 чёрный король · a6 белый король · b3 белая ладья | a8 чёрный король · a6 белый король · b3 белая ладья | a8 чёрный король · a6 белый король · b3 белая ладья | a8 чёрный король · a6 белый король · b3 белая ладья | 2 |
| 1 | a8 чёрный король · a6 белый король · b3 белая ладья | a8 чёрный король · a6 белый король · b3 белая ладья | a8 чёрный король · a6 белый король · b3 белая ладья | a8 чёрный король · a6 белый король · b3 белая ладья | a8 чёрный король · a6 белый король · b3 белая ладья | a8 чёрный король · a6 белый король · b3 белая ладья | a8 чёрный король · a6 белый король · b3 белая ладья | a8 чёрный король · a6 белый король · b3 белая ладья | 1 |
|   | a                                                   | b                                                   | c                                                   | d                                                   | e                                                   | f                                                   | g                                                   | h                                                   |   |